# Filialkirche Kleinmurham

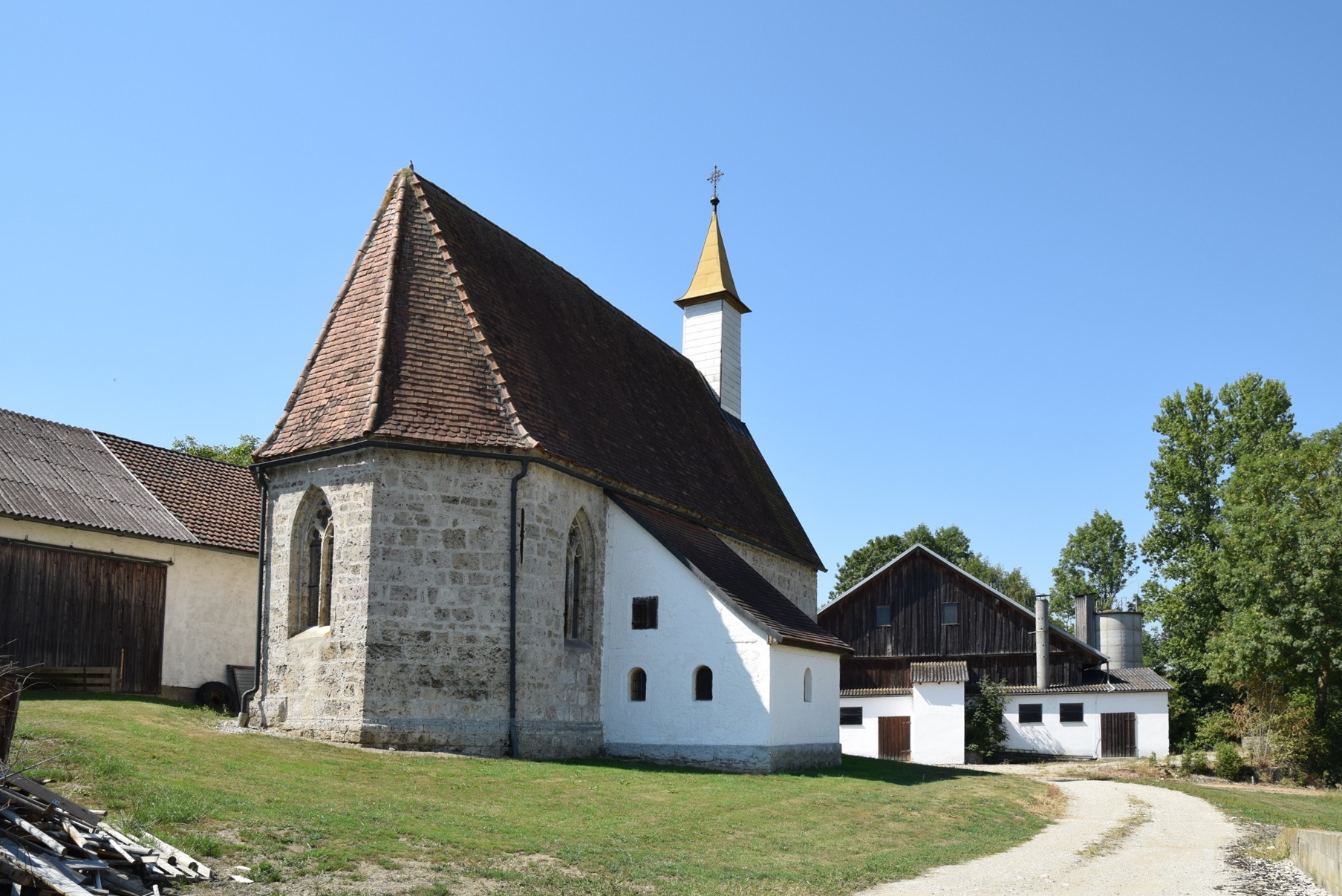
Kath. Filialkirche hl. Valentin in Kleinmurham

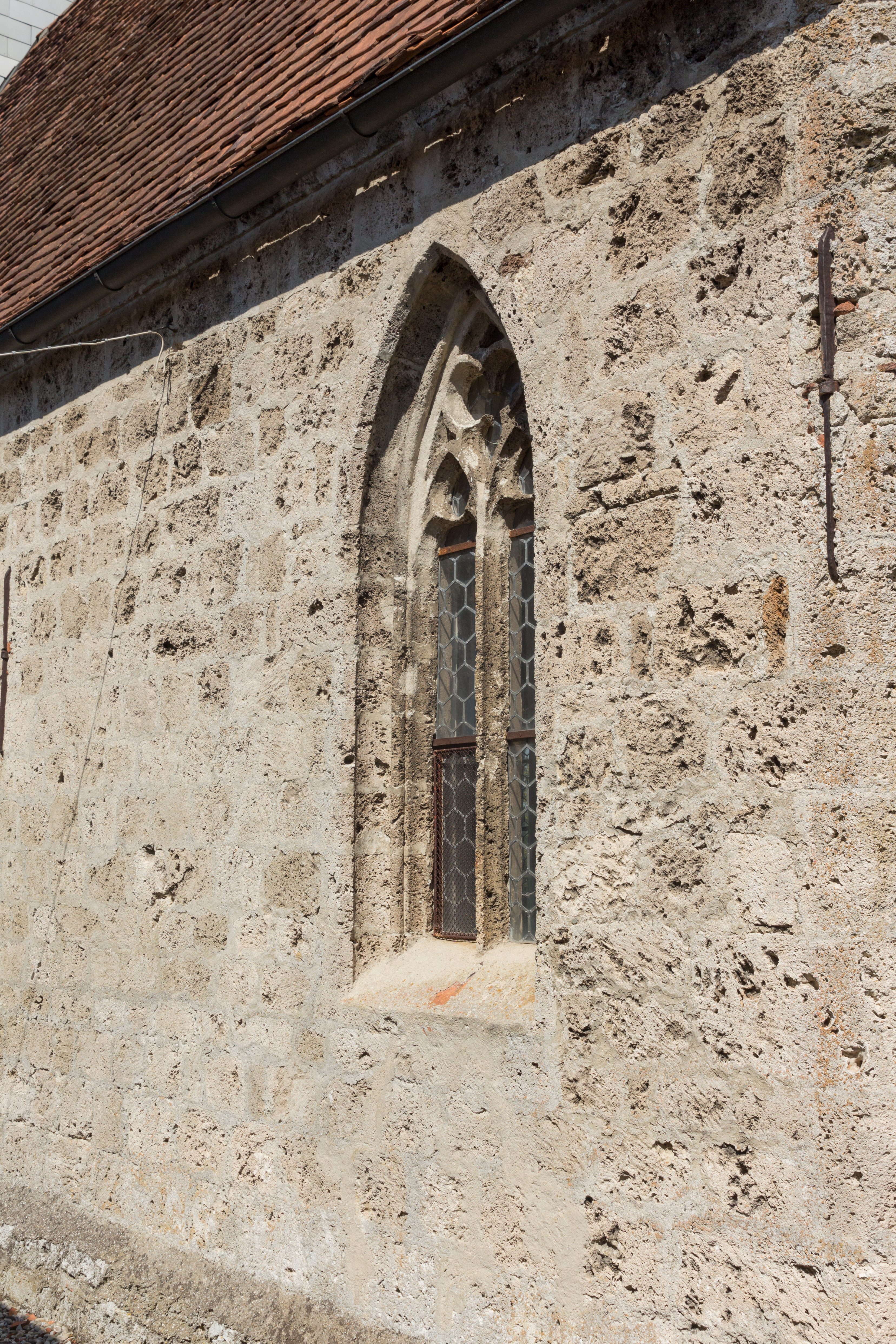
Tuffsteinmauerwerk mit Maßwerkfenster

Die Filialkirche Kleinmurham steht im Ort Kleinmurham in der Gemeinde Weilbach in Oberösterreich. Die römisch-katholische Filialkirche hl. Valentin der Pfarrkirche Weilbach gehört zum Dekanat Altheim in der Diözese Linz. Die Kirche steht unter Denkmalschutz.

## Architektur
Die kleine gotische Kirche als Tuffsteinbau mit Maßwerkfenstern hat ein einschiffiges Langhaus ohne Strebepfeiler mit einer flachen Holzdecke und einen einjochigen Chor mit einem Fünfachtelschluss mit einem Netzrippengewölbe auf Halbkreisdiensten. Der westliche Dachreiter wurde 1848 aufgesetzt. Das gotische Südportal hat eine Tür mit gotischen Beschlägen.

## Ausstattung
Der Hochaltar ist aus dem dritten Viertel des 17. Jahrhunderts. Die Altarstatuen und eine Kreuzigungsgruppe in der Art des Thomas Schwanthaler wurde nach einer Restaurierung des Altares (1958) in die Pfarrkirche Weilbach übertragen. Das Gemälde Kreuzigung mit der Bezeichnung 1626 EE befindet sich im Linzer Landesmuseum.